# Melanina

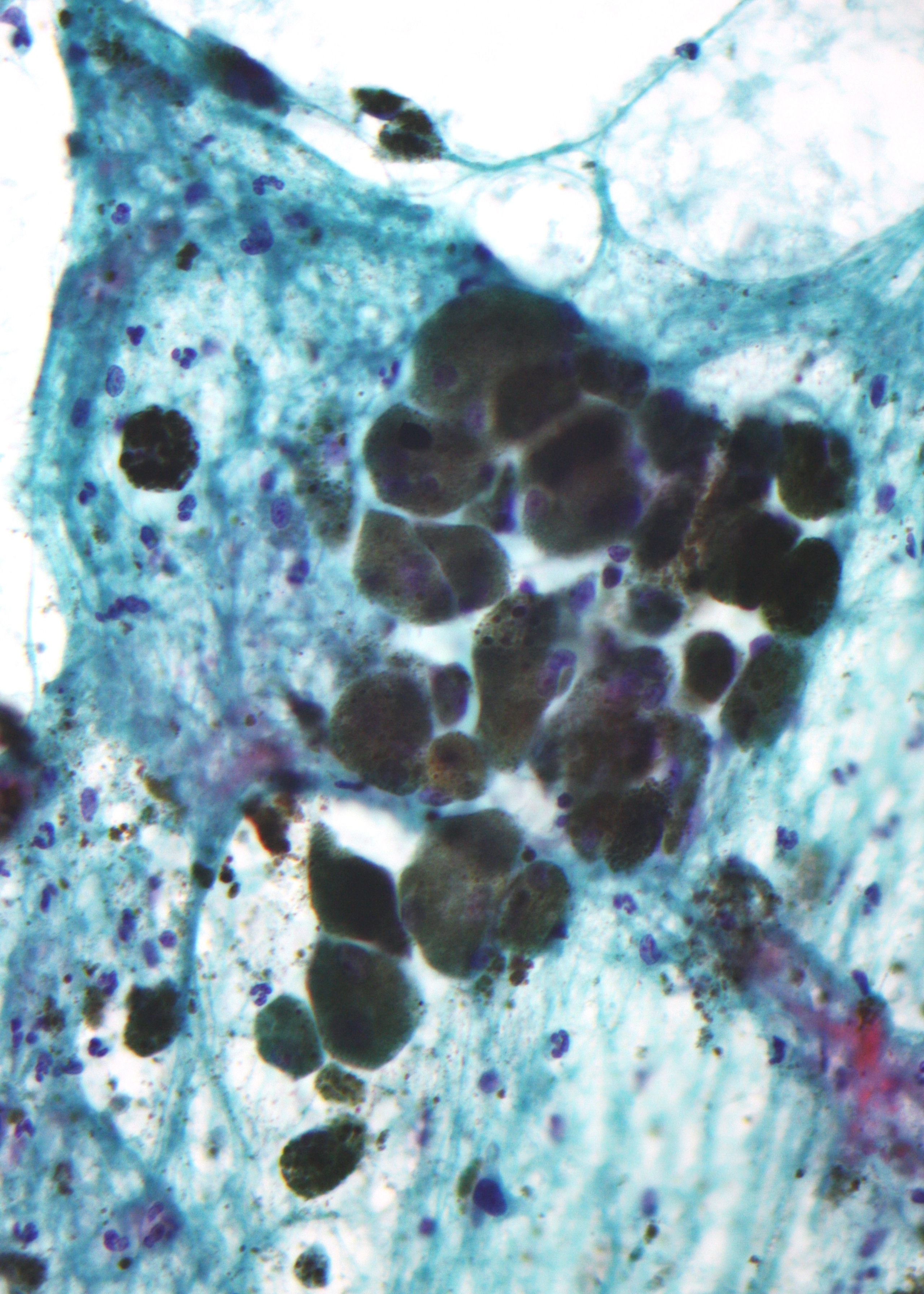
Micrografia do pigmento melanina (material granular refratário à luz — centro da imagem) em um melanoma pigmentado

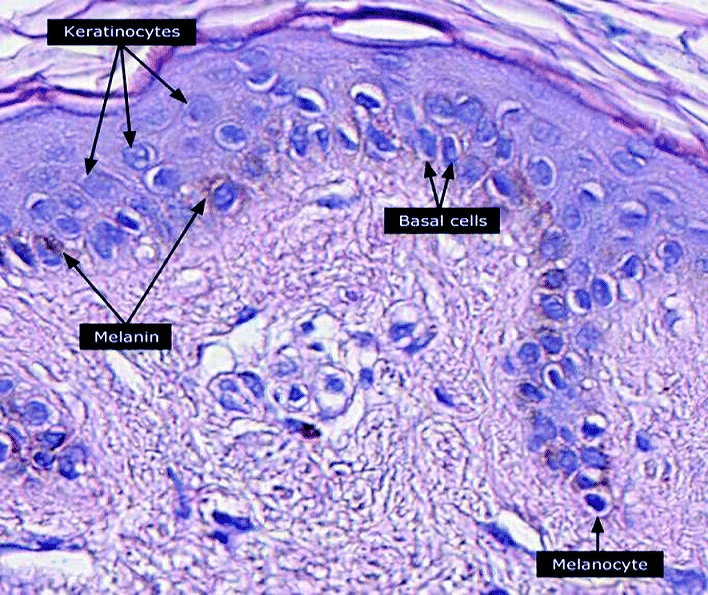
Micrografia da epiderme, com melanina marcada à esquerda

Melanina é uma família de biomoléculas organizadas como oligômeros ou polímeros, que entre outras funções fornecem os pigmentos de muitos organismos. Os pigmentos de melanina são produzidos em um grupo especializado de células conhecidas como melanócitos.
Existem cinco tipos básicos de melanina: eumelanina, feomelanina, neuromelanina, alomelanina e piomelanina. A melanina é produzida por meio de um processo químico de vários estágios conhecido como melanogênese, onde a oxidação do aminoácido tirosina é seguida pela polimerização. A feomelanina é uma forma cisteinada contendo porções de polibenzotiazina que são amplamente responsáveis pela tonalidade vermelha ou amarela dada a algumas cores de pele ou cabelo. A neuromelanina é encontrada no cérebro. Pesquisas foram realizadas para investigar sua eficácia no tratamento de distúrbios neurodegenerativos, como o Parkinson. A alomelanina e a piomelanina são dois tipos de melanina livre de nitrogênio.
A variação de cor fenotípica observada na epiderme e no cabelo de mamíferos é determinada principalmente pelos níveis de eumelanina e feomelanina no tecido examinado. Em um indivíduo humano médio, a eumelanina é mais abundante em tecidos que requerem fotoproteção, como a epiderme e o epitélio pigmentar da retina. Em indivíduos saudáveis, a melanina epidérmica está correlacionada com a exposição aos raios UV, enquanto a melanina da retina foi encontrada correlacionada com a idade, com níveis diminuindo 2,5 vezes entre a primeira e a nona décadas de vida, o que foi atribuído à degradação oxidativa mediada por espécies reativas de oxigênio geradas por vias dependentes de lipofuscina. Na ausência de albinismo ou hiperpigmentação, a epiderme humana contém aproximadamente 74% de eumelanina e 26% de feomelanina, independentemente do tom de pele, com o conteúdo de eumelanina variando entre 71,8–78,9% e a feomelanina variando entre 21,1–28,2%. O conteúdo total de melanina na epiderme varia de cerca de 0 μg/mg no tecido epidérmico albino para >10 μg/mg no tecido mais escuro.
Na pele humana, a melanogênese é iniciada pela exposição à radiação UV, causando o escurecimento da pele. A eumelanina é um absorvente eficaz da luz; o pigmento é capaz de dissipar mais de 99,9% da radiação UV absorvida. Devido a essa propriedade, acredita-se que a eumelanina proteja as células da pele dos danos da radiação UVA e UVB, reduzindo o risco de depleção de folato e degradação dérmica. A exposição à radiação UV está associada ao aumento do risco de melanoma maligno, um câncer de melanócitos (células de melanina). Estudos mostraram uma menor incidência de câncer de pele em indivíduos com melanina mais concentrada, ou seja, tom de pele mais escuro.

## Humanos

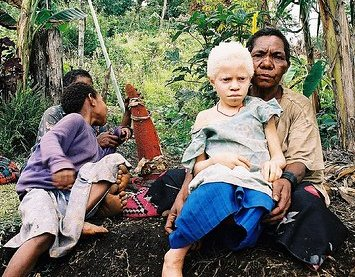
O albinismo ocorre quando os melanócitos produzem pouca melanina. Esta menina albina é de Papua-Nova Guiné

Em humanos, a melanina é o principal determinante da cor da pele. Também é encontrada no cabelo, no tecido pigmentado subjacente à íris do olho e na estria vascular do ouvido interno. No cérebro, os tecidos com melanina incluem a medula e os neurônios portadores de pigmento dentro de áreas do tronco cerebral, como o locus coeruleus. Também ocorre na zona reticularis da glândula adrenal.
A melanina na pele é produzida pelos melanócitos, que são encontrados na camada basal da epiderme. Embora, em geral, os seres humanos possuam uma concentração semelhante de melanócitos em sua pele, os melanócitos em alguns indivíduos e grupos étnicos produzem quantidades variáveis de melanina. A proporção de eumelanina (74%) e feomelanina (26%) na epiderme é constante, independentemente do grau de pigmentação. Alguns humanos têm muito pouca ou nenhuma síntese de melanina em seus corpos, uma condição conhecida como albinismo.
Como a melanina é um agregado de moléculas componentes menores, há muitos tipos diferentes de melanina com diferentes proporções e padrões de ligação dessas moléculas componentes. Tanto a feomelanina quanto a eumelanina são encontradas na pele e no cabelo humanos, mas a eumelanina é a melanina mais abundante em humanos, bem como a forma mais provável de ser deficiente no albinismo.